# Pfeiffer Izsák
Pfeiffer Izsák (Ács, 1884. május 29. – Dachaui koncentrációs tábor, 1945. május 3. ), magyar rabbi, költő, műfordító. Műveit Pap Izsák művésznéven jegyzik. Családját a holokausztban a második világháború alatt kiirtották, egyetlen túlélő fia Izraelben orvos.

## Élete
Édesapja, Pfeiffer Mór – a pápai zsidó iskola igazgatójának házában nevelkedett, ahol húgaival gyakran templomosdit játszottak. Előbb a bencések gimnáziumába, majd a református kollégiumba került.
1911-ben Budapesten doktorált filozófiából, majd 1912-ben rabbi diplomát kapott. A szerb megszállás alatt kitűnt hazafias viselkedésével, ezért nem kapott letelepedési engedélyt.
1912-től 1944-ig rabbiként tevékenykedett (Sümeg, Pécs, Monor), majd a dachaui koncentrációs táborba deportálták, ahol a tábor papja lett. A tábor felszabadítása után nem sokkal halt meg.

## Művei
- 1911: Az áldozatok jelentőségének történetéről a héber irodalomban (doktori tézis)
- tanulmányok és műfordítások a Huszadik Század, a Magyar Zsidó Szemle, az Egyetemes Philologiai Közlöny lapokban
- 1924: Találkozás az Úrral című verseskötet
- 1926: az Énekek éneke, illetve Ruth Könyve lefordítása
- 1942: Jerikó kapuja előtt című verseskötet
- 1943: Martin Buber Száz chászid történet című könyvének fordítása